# خربة سوسيا
خربة سوسيا هي قرية فلسطينية في الضفة الغربية. يُقال إن القرويين الفلسطينيين الذين يعيشون في الكهوف والخيام القريبة يعتبرون ينتمون إلى ثقافة سكن الكهوف الفريدة في جنوب الخليل والموجودة في المنطقة منذ أوائل القرن التاسع عشر. بلغ عدد سكان القرية 199 نسمة عام 2017.
في عام 1982، قررت سلطة الأراضي الإسرائيلية، بليا ألبيك، التي تعمل في القسم المدني بمكتب المدعي العام للدولة، أن مساحة ال300 هكتار كان يعيش فيها فلسطينيون، والتي تضمنت منطقة بها بقايا معبد يهودي يعود تاريخه إلى القرنين الخامس والثامن الميلادي. وكان المسجد الذي حل محله مملوكًا للقطاع الخاص من قبل سكان قرية سوسيا الفلسطينيين. وفي عام 1983، أنشئت مستوطنة إسرائيلية تحمل اسم " سوسيا" بجوار القرية الفلسطينية. في عام 1986، أعلنت الإدارة المدنية التابعة لوزارة الدفاع الإسرائيلية أن كامل المنطقة المملوكة للفلسطينيين موقع أثري، وطرد جيش الاحتلال الإسرائيلي الملاك الفلسطينيين من مساكنهم وعينت مستوطنين إسرائيليين من المنطقة التي بنيت حديثا. تسوية لإدارة الموقع. ودمجت بعض الأراضي الفلسطينية المصادرة في المنطقة الخاضعة لولاية المستوطنة الإسرائيلية، وأنشئت بؤرة استيطانية إسرائيلية غير قانونية على مساحة القرية الفلسطينية السابقة.
انتقل الفلسطينيون المطرودون إلى الجنوب الشرقي من قريتهم الأصلية ببضع مئات من الأمتار وبنوا ملاجئ جديدة على الأراضي الزراعية. وبعد مقتل يائير هار سيناء من المستوطنة الإسرائيلية المجاورة عام 2001، هدمت القرية الفلسطينية للمرة الثانية.
وبعد أن أعيد بناؤها منذ ذلك الحين، صدرت حاليًا عدة أوامر هدم جديدة لمباني في القرية الفلسطينية.
وبحسب ما ورد بلغ عدد سكان المجتمع الفلسطيني 350 نسمة في عام 2012 و250 ساكنًا في العام التالي، ويتكون من 50 أسرة (2015)، مقارنة ب25 أسرة في عام 1986 و13 أسرة في عام 2008.